# 高句麗行政區劃
高句驪行政區劃是高句丽的行政區劃制度。根据中韩史料记载高句丽分为消奴、絶奴、順奴、灌奴、桂婁五部，五部的负责人称为褥薩（耨萨）。 桂婁部为內部，消奴部为西部，絶奴部为北部，順奴部为東部，灌奴部为南部。史书记载高延寿为北部耨萨。
- 平壤城 (高句丽)（今朝鲜平壤市）
- 长安城 (高句丽)（今朝鲜平壤市）
- 辱夷城（高丽龟州万年郡，今朝鲜平安南道定州）
- 沸流城（高丽殷州兴德郡，今朝鲜平安南道成川）
- 國內州（不耐城，唐朝國內州，今吉林省集安市）
- 甘勿伊忽郡（甘勿主城，唐朝哥勿州都督府，今辽宁省柳河县罗通山镇）
- 卒本州（唐朝诸北州，今辽宁省桓仁满族自治县桓仁镇）
- 多伐嶽郡（唐朝多伐州，今吉林省通化市江东乡）
- 苍岩城（唐朝苍岩州，今辽宁省新宾县红庙乡）
- 烏列忽郡（唐朝遼東州都督府，今辽宁省辽阳市文圣区）
- 磨米郡（唐朝磨米州，今辽宁省本溪市石桥子镇）
- 加尸達忽郡（唐朝梨山州，今辽宁省本溪市草河口镇）
- 安十忽郡（唐朝安市州，今辽宁省海城市八里镇）
- 仇次忽郡（唐朝新城州都督府，今辽宁省抚顺市顺城区）
- 木底郡（唐朝木底州，今辽宁省新宾县木奇镇）
- 南蘇郡（唐朝南蘇州，今辽宁省铁岭县李千户乡）
- 延津城（唐朝延津州，今辽宁省开原市马家寨乡）
- 盖牟郡（唐朝盖牟州，今辽宁省抚顺市新抚区）
- 乃勿忽郡（唐朝建安州都督府，今辽宁省盖州市青石岭镇）
- 卑沙郡（唐朝卑沙州，今辽宁省大连市金州区）
- 史忽郡（唐朝似城州，今辽宁省庄河市城山镇）
- 赤里忽郡（唐朝積利州，今辽宁省瓦房店市得利寺镇）
- 助利非西郡（北扶餘城，唐朝扶餘州，今吉林省吉林市龙潭区龙潭乡）
- 越喜城（唐朝越喜州都督府，今吉林省公主岭市秦家屯镇）
- 扶余城（唐朝识利州，今吉林省磐石市宝山乡）
- 拂涅城（唐朝拂涅州，今吉林省四平市铁西区）
- 泊汋城（故安平城，唐朝舍利州都督府，今辽宁省丹东市九连城镇）
- 乌骨郡（唐朝屋城州，今吉林省凤城市凤凰山古城）
- 波尸忽郡桃城
- 非達忽郡大豆山城
- 蕪子忽郡（燕子忽郡）節城
- 肖巴忽郡（肖巳忽郡）豊夫城
- 屋城州
- 白石城
- 藪口城
- 凌田谷城（麥田谷城）
- 居尸押郡心岳城
- 肖利巴利忽郡屑夫婁城（屑夫萎城）
- 骨尸押郡朽岳城（杆岳城）
- 面岳城
- 皆尸押忽郡牙岳城
- 甘彌忽郡鷲岳城
- 召尸忽郡木銀城
- 甲忽郡穴城
- 折忽郡銀城
- 贞州（唐朝居素州都督府，今朝鲜开城市平和里）
- 牛岑郡（新罗牛峰郡，今朝鲜黄海北道圆明里）領縣三：獐項縣（新羅臨江縣），長淺城縣（新羅長湍縣），麻田淺縣（新羅臨端縣，高丽麻田縣）
- 大谷郡（新罗永丰，高丽平州，今朝鲜黄海北道平山） 領縣二：水谷城縣（新羅檀溪縣，高丽俠溪縣），十谷城縣（新羅镇湍縣，高丽谷州）
- 五谷郡（新罗五關郡，高丽洞州，今朝鲜黄海北道瑞兴）領縣一：獐塞縣（高丽遂安郡）
- 鸺岩郡（新罗栖岩郡，高丽凤州，今朝鲜黄海北道凤山）
- 内米忽郡（唐去旦州都督府，新罗瀑池郡，高丽海州，今朝鲜黄海南道海州）
- 升山郡（高丽信川郡，今朝鲜黄海南道长渊）
- 杨岳郡（新罗安岳郡，高丽丰州，今朝鲜黄海南道安岳）
- 息城郡（新罗重盘郡，高丽安州，今朝鲜黄海南道载宁）
- 冬彡忽郡（新罗海皋郡，高丽盐州，今朝鲜黄海南道延安）領縣一：刀臘縣（高丽白州）
- 安化郡（高丽宣州，今朝鲜平安北道宣川）
- 漢山郡（新羅漢州、高丽廣州），領縣二：南川縣（南買縣，新羅黃武縣、高丽利川縣），駒城縣（新羅巨黍縣、高丽龍駒縣）
- 國原城（新羅中原京、高丽忠州）
- 仍斤內郡（新羅槐壤郡、高丽槐州）
- 述川郡（新羅沂川郡、高丽川寧郡），領縣二：骨乃斤縣（新羅黃驍縣、高丽黃驪縣），楊根縣（新羅濱陽縣、高丽楊根縣）
- 今勿奴郡（新羅黑壤郡、黃壤郡、高丽镇州），領縣二：道西縣（新羅都西縣、高丽道安縣），仍忽縣（新羅陰城縣）
- 皆次山郡（新羅介山郡、高丽竹州），領縣一：奴音竹縣（新羅陰竹縣）
- 奈兮忽郡（新羅白城郡、高丽安城郡），領縣二：沙伏忽縣（新羅赤城縣、高丽陽城縣），蛇山縣（高丽稷山縣）
- 買忽郡（新羅水城郡、高丽水州）
- 唐城郡（新羅唐恩郡、高丽唐城郡），領縣二：上忽縣（新羅車城縣、高丽龍城縣），釜山縣（新羅振威縣）
- 栗木郡（新羅栗津郡、高丽菓州），領縣三：仍伐奴縣（新羅穀壤縣、高丽黔州），濟次巴衣縣（新羅孔巖縣），買召忽縣（新羅邵城縣、高丽仁州）
- 獐項口縣（新羅獐口郡、高丽安山縣）
- 主夫吐郡（新羅長堤郡、高丽樹州），領縣四：首忽縣（新羅戍城縣、高丽守安縣），黔浦縣（新羅金浦縣），童子忽縣（新羅童城縣），平唯押縣（新羅分津縣、高丽通津縣）
- 北漢山郡（新羅漢陽郡、高丽楊州），領縣二：皆伯縣（新羅遇王縣、高丽幸州），骨衣奴縣（新羅荒壤縣）
- 買省縣（新羅來蘇郡、高丽見州），領縣二：七重縣（新羅重城縣、高丽積城縣），波害平吏縣（坡害平吏縣）（新罗波平縣）
- 泉井口縣（新羅交河郡），領縣二：述忽縣（新羅峯城縣），達乙省縣（新羅高烽縣）
- 馬忽郡（新羅堅城郡、高丽抱州），領縣二：內乙買縣（新羅沙川縣），梁骨縣（新羅洞陰縣）
- 鐵圓郡（新羅鐵城郡、高丽東州），領縣二：功木達縣（新羅功成縣、高丽獐州），僧梁縣（高丽僧嶺縣）
- 夫如郡（新羅富平郡、高丽金化縣），領縣一：斧壤縣（新羅廣平縣、高丽平康縣）
- 烏斯含達縣（新羅兎山郡），領縣三：阿珍押縣（新羅安峽縣），所邑豆縣（新羅朔邑縣、高丽朔寧縣），伊珍買縣（新羅伊川縣）
- 扶蘇岬郡（新羅松岳郡，高丽王京），領縣二：若豆恥縣（高丽松林縣），屈押縣（新羅江陰縣）
- 冬比忽郡（新羅開城郡、高丽開城府），領縣二：德勿縣（新羅德水縣），津臨城（新羅臨津縣）
- 穴口郡（新羅海口郡、高丽江華縣），領縣三：冬音奈縣（新羅泫陰縣、高丽河陰縣），高木根縣（新羅喬桐縣），首知縣（新羅守镇縣、高丽镇江縣）
- 冬忽郡（新羅取城郡、高丽黃州），領縣三：加火押（新羅唐嶽縣、高丽中和縣），息達縣（新羅土山縣），夫斯波衣縣（新罗松峴縣）
- 平原郡（新羅北原京、高丽原州），領縣：伐力川縣（新羅綠驍縣、高丽洪川縣），橫川縣（新羅潢川縣）
- 奈吐郡（高丽堤州），領縣二：赤山縣（高丽丹山縣），沙熱伊縣（新羅淸風縣）
- 奈已郡（新羅奈靈郡，高丽剛州），領縣二：買谷縣（新羅善谷縣），古斯馬縣（新羅玉馬縣、高丽奉化縣）
- 及伐山郡（高丽興州），領縣一：伊伐支縣（新羅隣豊縣）
- 斤平郡（新羅加平郡），領縣一：深川縣（新羅浚水縣、高丽朝宗縣）
- 楊口郡（新羅楊麓郡、高丽陽溝縣），領縣三：猪足縣（高丽麟蹄縣），玉岐縣（新羅馳道縣、高丽瑞禾縣），三峴縣（新羅三嶺縣、高丽方山縣）
- 大楊菅郡（新羅大楊郡、高丽長楊郡），領縣二：文峴縣（新羅文登縣），藪川縣（高丽和川縣）
- 母城郡（新羅益城郡、高丽金城郡）
- 冬斯忽郡（新羅岐城郡），領縣一：水入縣（新羅通溝縣）
- 各連城郡（新羅連城郡、高丽交州），領縣三：赤木镇（新羅丹松縣、高丽嵐谷縣），管述縣，猪守峴縣
- 比列忽郡（新羅朔庭郡、高丽登州），領縣五：翊溪縣（新羅翊谷縣-翼谷縣），加支達縣（新羅菁山縣、高丽汶山縣），原谷縣（新羅瑞谷縣），昔達縣（新羅蘭山縣），薩寒縣（新羅霜陰縣）
- 泉井郡（新羅井泉郡，高丽湧州），領縣三：買尸達縣（新羅蒜山縣），夫斯達縣（新羅松山縣），東墟縣（新羅幽居縣）
- 何瑟羅（新羅溟州），領縣四：仍買縣（新羅旌善縣），束吐縣，支山縣（高丽連谷縣），穴山縣（新羅洞山縣）
- 屈火郡（新羅曲城郡、高丽臨河郡），領縣一：伊火兮縣（新羅緣武縣、高丽安德縣）
- 也尸忽郡（新羅野城郡、高丽盈德郡），領縣二：助欖縣（新羅真安縣、高丽甫城府），青已縣（新羅積善縣、高丽青鳧縣）
- 于尸郡（新羅有隣郡、高丽禮州），領縣一：阿兮縣（新羅海阿縣、高丽淸河縣）
- 于珍也縣（新羅蔚珍郡），領縣一：波且縣（新羅海曲縣）
- 奈生郡（新羅奈城郡，高丽寧越郡），領縣三：乙阿旦縣（新羅子春縣、高丽永春縣），郁烏縣（新羅白烏縣、高丽平昌縣），酒淵縣（新羅酒泉縣）
- 竹峴縣（新羅竹嶺縣），滿若縣（新羅滿卿縣），羽谷縣（新羅羽谿縣），波利縣（新羅海利縣）
- 守城郡（高丽杆城縣），領縣二：僧山縣（新羅童山縣、高丽烈山縣），翼峴縣（新羅翼嶺縣）
- 達忽郡（新羅高城郡），領縣二：平珍峴縣（高丽雲巖縣），猪穴縣
- 休壤郡（新羅金壤郡），領縣五：習比谷縣（新羅習谿縣），吐上縣（高丽碧山縣），道臨縣（新羅臨道縣），改淵縣（新羅派川縣），鵠浦縣（新羅鶴浦縣）